# 眼岔寺乡
眼岔寺乡是中国陕西省延安市延川县下辖的一个乡。

## 行政区划
眼岔寺乡下辖以下行政区：
杏山村、幕家崾村、新店河村、杨家坪村、冯家山村、会举塬村、马家千村、高家畔村、东洼村、刘家畔村、郝家山村、石克村、芦则洼村、刘家崾村、大高山村、小高山村、眼头村、抹山村